# Kieran Trippier
Kieran John Trippier (* 19. September 1990 in Bury) ist ein englischer Fußballspieler. Der rechte Verteidiger steht bei Newcastle United in der Premier League unter Vertrag und ist A-Nationalspieler.

## Karriere

### Vereine

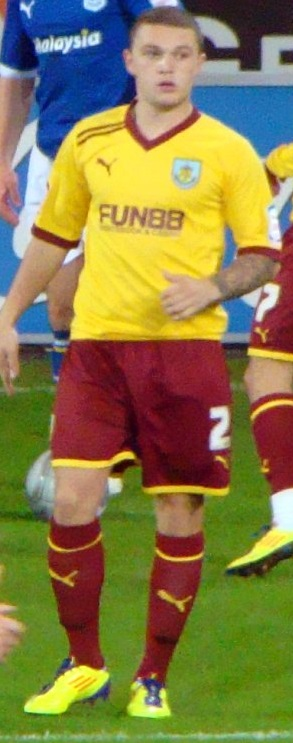
Trippier im Trikot von Burnley (2011)

Trippier kam im Alter von neun Jahren zur Jugendakademie von Manchester City. Dort durchlief er alle Jugendmannschaften und führte diese zeitweise als Kapitän aufs Feld. Zur Saison 2009/10 rückte er zur ersten Mannschaft auf, kam in jener Spielzeit jedoch nur auf elf Einsätze für die Reservemannschaft des Vereins, die in der Reserve League North spielte. Nachdem Trippier im Februar 2010 auf Leihbasis bereits drei Spiele für den FC Barnsley bestritten hatte, wurde er für die Saison 2010/11 erneut an den Zweitligisten verliehen. Am 22. Februar 2011 erzielte er gegen Leeds United in der 82. Minute den Treffer zum 3:3-Endstand und damit sein erstes Tor im Profifußball.
Nach seiner Rückkehr nach Manchester spielte Trippier eine Spielzeit als Leihgabe für den FC Burnley und wurde anschließend vom Verein fest verpflichtet. In der Saison 2013/14 kam er in 41 Ligaspielen zum Einsatz und erreichte er mit der Mannschaft den zweiten Platz in der Abschlusstabelle, was den Aufstieg in die Premier League bedeutete.
Nach einer Spielzeit, in der er die Klasse mit Burnley nicht halten konnte, wechselte Trippier zu Tottenham Hotspur. Dort kam er am 17. September 2015 beim 3:1-Heimsieg gegen den FK Qarabağ Ağdam erstmals in der Europa League zum Einsatz. Am 6. Februar 2015 erzielte Trippier beim Heimspiel gegen den FC Watford sein erstes Premier-League-Tor zum 1:0-Endstand.
Zur Saison 2019/20 wechselte Trippier zu Atlético Madrid und unterschrieb einen Dreijahresvertrag. Im Dezember 2020 wurde Trippier für 10 Wochen gesperrt, weil er Informationen zu seinem Wechsel vorzeitig weitergegeben und Freunde entsprechende Wetten abgeschlossen hatten. Der Einspruch beim CAS wurde abgewiesen. Mit Atlético gewann er 2021 die spanische Meisterschaft.
Sechs Monate später kehrte er im Januar 2022 nach England zurück und unterschrieb bei Newcastle United einen Vertrag bis zum 30. Juni 2024. Am 27. Januar 2023 verlängerte er seinen Vertrag vorzeitig um ein weiteres Jahr.

### Nationalmannschaft
Trippier absolvierte im Jahr 2007 ein Spiel für die U18-Auswahl des englischen Fußballverbands. Für die U19-Nationalmannschaft kam er insgesamt zehnmal zum Einsatz und nahm mit ihr im Sommer 2009 an der U19-Europameisterschaft in der Ukraine teil, bei der er mit der Mannschaft bis ins Finale kam. Im Herbst 2009 spielte er mit der U20 bei der U20-Weltmeisterschaft in Ägypten, schied mit ihr jedoch schon in der Gruppenphase aus. Für die U21-Nationalmannschaft kam Trippier im November 2010 gegen Deutschland (0:2) sowie im Februar 2011 gegen Italien (0:1) in zwei Testspielen zum Einsatz.
Von Nationaltrainer Gareth Southgate wurde Trippier im Juni 2017 erstmals in die englische A-Nationalmannschaft berufen und gab am 13. Juni 2017 in einem Freundschaftsspiel gegen Frankreich (Endstand 2:3) sein Länderspieldebüt. Im Mai 2018 wurde er in den englischen Kader für die Weltmeisterschaft 2018 in Russland berufen. Bei der 1:2-Niederlage im Halbfinale gegen Kroatien erzielte der Verteidiger per direktem Freistoß sein erstes Länderspieltor. Insgesamt wurde Trippier im Turnier sechsmal eingesetzt und belegte mit seiner Mannschaft den vierten Platz.
Im Jahr 2021 wurde er in den englischen Kader für die Fußball-Europameisterschaft berufen, der das Finale gegen Italien im Elfmeterschießen im heimischen Wembley-Stadion verlor. Bei diesem Turnier kam er in fünf von sieben möglichen Partien zum Einsatz.
Im Jahr 2022 wurde Trippier in den englischen Kader für die Fußball-WM in Katar berufen.
Im August 2024 beendete er seine Nationalmannschaftskarriere.

## Erfolge
- Spanischer Meister: 2021 (Atlético Madrid)
- Englischer Ligapokalsieger: 2025 (Newcastle United)
- Aufstieg in die Premier League: 2014 (FC Burnley)